# Nadja Petri
Nadja Petri (* 4. Juni 1976 in Leipzig) ist eine deutsche Schauspielerin und Sängerin.

## Leben und Werk
Im Jahr 2000 schloss Nadja Petri ihr Schauspielstudium an der Hochschule für Musik und Theater Felix-Mendelssohn-Bartholdy in Leipzig erfolgreich ab. Sie ist sowohl Sängerin und Bassistin in zwei eigenen Bands (MissNoShow-elektrothrill und Gymnastik-Priester-Sisters mit Constanze Priester), als auch Schauspielerin bei Film- und Fernsehproduktionen und an deutschen Theatern. 
Seit 1998 nimmt Nadja Petri regelmäßig Engagements an deutschen Theatern an. 1999 spielte sie in The Rocky Horror Show in der Oper Chemnitz mit, zwischen 2001 und 2002 wirkte sie in unterschiedlichen Stücken am Niedersächsischen Staatstheater Hannover mit und 2004 in Wahlverwandtschaften im Schauspielhaus Bochum. Sie überzeugte  als Psychiatrie-Ärztin Dr. Hildegard Heinemann im Rolf Hochhuth-Stück Heil Hitler unter der Regie von Lutz Blochberger im Akademie Theater in Berlin und als Maria/Maschinenmaria in Metropolis am Schauspielhaus Zürich.
2000 debütierte Nadja Petri sowohl im Kino, als auch im deutschen Fernsehen. Sie war in der RTL-Serie Sinan Toprak ist der Unbestechliche und im Kinofilm Heidi zu sehen. 2004 spielte sie im zweiten Teil der Erfolgskomödie Mädchen, Mädchen, 2005 bei SOKO Köln, von 2004 bis 2007 bei Zack! Comedy nach Maß und 2007 in Der Untergang der DDR. 2007 wirkte sie in zwei Folgen von KDD – Kriminaldauerdienst mit und 2008 in Ein Fall für zwei.

## Filmographie

### Kinofilme
- 2001: Heidi
- 2004: Mädchen, Mädchen 2 – Loft oder Liebe
- 2004: Der rote Kakadu

### Fernsehen
- 2000: Sinan Toprak ist der Unbestechliche
- 2004–2007: Zack! Comedy nach Maß
- 2005: Bewegte Männer
- 2005: Feuer und Flamme
- 2005: SOKO Köln
- 2007: KDD – Kriminaldauerdienst
- 2007: Angie
- 2007: Die Pfefferkörner
- 2007: Der Untergang der DDR
- 2007: Doctor’s Diary
- 2007: Ein starkes Team – Unter Wölfen
- 2008: Ein Fall für zwei
- 2008: Hausmeister Krause – Ordnung muss sein
- 2008: Leo und Marie – Eine Weihnachtsliebe
- 2009: Frauen wollen mehr
- 2009, 2015: In aller Freundschaft, 2 Folgen
- 2010: Ein Haus voller Töchter
- 2010: Sexstreik!
- 2010: Familie Fröhlich – Schlimmer geht immer
- 2011–2012: Flemming
- 2013: Notruf Hafenkante (Fernsehserie, Folge Schweigen ist Kupfer)
- 2013: Uferlos
- 2015: Große Fische, kleine Fische
- 2017: Die Rosenheim Cops – Der Star ist tot
- 2018: Familie Dr. Kleist – Unerwartete Gefahren
- 2022: Gute Zeiten, schlechte Zeiten
- 2024: Käthe und ich: Sommerliebe

### Kurzfilme
- 1999: Poppen
- 2004: Blutstau

## Theater (Auswahl)
- 1998: Ein Augenblick vor dem Sterben, Staatstheater Dresden
- 1999: The Rocky Horror Show, Oper Chemnitz
- 1999: Cymbelin, Städtisches Theater Chemnitz
- 2000: Väter und Söhne, Regie: Heinz Kreidl, Staatstheater Darmstadt
- 2001: Tristesse Royal, Junges Theater Göttingen
- 2001: Fragmente einer Sprache der Liebe, Junges Theater Göttingen
- 2001: Hexenjagd, Niedersächsisches Staatstheater Hannover
- 2001: Ausweitung der Kampfzone, Niedersächsisches Staatstheater Hannover
- 2002: Am offenen Herzen, Niedersächsisches Staatstheater Hannover
- 2002: Elite, Thalia Theater Hamburg
- 2003: Hollywood-Elegien, Ruhrtriennale Essen
- 2003: Der Krüppel von Inishmaan, Ernst Deutsch Theater Hamburg
- 2004: Wahlverwandtschaften, Schauspielhaus Bochum
- 2004: Zwei Etagen, keine Treppe, Hebbel-Theater Berlin
- 2006: Weltuntergänge, Theater unterm Dach, Berlin
- 2006: Metropolis, Schauspielhaus Zürich
- 2006: Heil Hitler, Akademie-Theater Berlin
- 2008: KasparHäuserMeer, Theater unterm Dach, Berlin
- 2008: Wiener Blut, Hebbel am Ufer, Berlin
- 2009: Vincent, Theater unterm Dach, Berlin
- 2012: Hinterm Horizont, Theater am Potsdamer Platz, Berlin
- 2016: Hinterm Horizont, Stage Operettenhaus, Hamburg